# يو إف سي على إيه بي سي: ساندهاغن ضد نورمحمدوف
يو إف سي على إيه بي سي: ساندهاغن ضد نورمحمدوف (بالإنجليزية: UFC on ABC: Sandhagen vs. Nurmagomedov) (المعروف باسم يو إف سي على إيه بي سي 7) هو حدث لفنون القتال المختلطة ستُنظمته يو إف سي، وسيُقام في 3 أغسطس 2024، على اتحاد أرينا في أبو ظبي، الإمارات العربية المتحدة.

## النتائج
1. ↑  الفائز سيُقاتل على لقب بطولة يو إف سي لوزن الديك.

## الجوائز الإضافية
حصل المقاتلون التاليون على مكافآت بقيمة 50 ألف دولار.
- قتال الليلة: شرف الدين محمدوف ضد ميشال أوليكسيجوك
- أداء الليلة: جويل ألفاريز وعزامات مرزكانوف